# Jeges Ernő

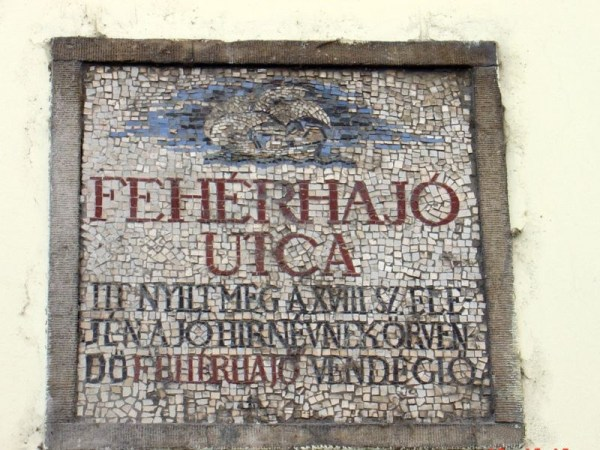
Fehér Hajó utcai utcatábla, Budapest (1943)

Jeges Ernő (Torontálvásárhely, 1898. január 12. – Budapest, 1956. november 16.) magyar festő, grafikus. A Szentendrei Festők Társaságának és a szentendrei művésztelepnek egyik alapító tagja.

## Életpályája
Jeges Lajos és Pléli Viktória fia. Felsőfokú tanulmányokat a Magyar Iparművészeti Főiskolán folytatott 1917-től, 1918-ban átment tanulni a Képzőművészeti Főiskolára, ahol Réti István volt a mestere. Grafikusi tehetsége miatt több plakátmegrendelése volt az 1918–19-es forradalmak idején, de a későbbi évtizedekben is. Illusztrált könyvet (például Ady Endre: Halottak élén c. verseskötetének címoldalát), újságot; tervezett bélyeget, csomagolópapírt, utcatáblát. Kedvelték fametszeteit és rézkarcait.
1921-ben gróf Batthyány Gyula meghívta Deli Antallal, Pándy Lajossal és Parobek Alajossal Bicskére festeni. Bicskén festette Szent Jeromos c. képét, amellyel Ernst Lajos díját nyerte el. 1922-től a párizsi Julian Akadémián folytatott tanulmányokat. Onódi Bélával Barbizonba is ellátogattak. 1924-ben érkezett haza Párizsból, sokat festett Szentendrén. Évfolyamtársai is ott festettek. 1927-ben felvették a Paál László Társaságba, majd csatlakozott a Római iskolához és egyik alapítója lett a Szentendrei Festők Társaságának (1928) és a szentendrei művésztelepnek (1929).
1931–1934 között magyar állami ösztöndíjasként a Római Magyar Akadémián dolgozott. Célja volt a magyar történeti festészet megújítása, számos történelmi képet festett, főleg katolikus templomok falára (például Szent István építi Székesfehérvárt c. freskója, Bakonysárkány, római katolikus templom, 1952). Sok megrendelést kapott katolikus egyházművészeti alkotásokra, számos bibliai és történeti témájú freskót alkotott jó kompozícióteremtő képességgel. Mind a figurális, mind a tájábrázolásnak jeles mestereként működött. Ahol csak járt, mindenütt megfestette a tájakat, később ezek szolgáltak háttérnek bibliai és történeti témájú freskóihoz vagy éppen olajjal vászonra festett kompozícióihoz.
Nevezetes kiállításokon mutatta be képeit, 1922-ben Szent Jeromos című képe aratott tetszést a Nemzeti Szalonban, még ugyanebben az évben az Ernst Múzeumban szerepelt egy nagyobb kollekcióval. Elnyerte Danaé c. képével a Szinyei Merse Pál Társaság Nemes Marcell-díját. 1923–24-ben kiállított a párizsi Salonban. 1925-ben itthon a Szinyei Merse Pál Társaság díjazott művészeinek első kiállításán vett részt. 1927-ben a Paál László Társaság tagjaival állított ki, 1928-ban a Munkácsy-céh első kiállításán szerepelt. 1938-ban részt vett a velencei biennálén.
1946 után sehol sem kapott állami megbízást jobboldali szemlélete miatt. Gerevich László és Dercsényi Dezső foglalkoztatta kiállítások készítésekor (Visegrád, Halászbástya Kőtár).
1947-ben elvették tőle szentendrei műtermét, de alkotói lendületét ez sem törte meg.
1948-ban a VAOSZ kiállításon szerepelt a Károlyi Képtárban. Számos díjat, elismerést kapott és sok megrendeléshez jutott. A halála óta eltelt időszakban is gyakran mutatták be képeit a szentendrei alkotókkal közös tárlaton.
Műveit jeles közgyűjtemények őrzik, köztük a budapesti Magyar Nemzeti Galéria, a szentendrei Ferenczy Múzeum, az esztergomi Keresztény Múzeum.

## Művei (válogatás)

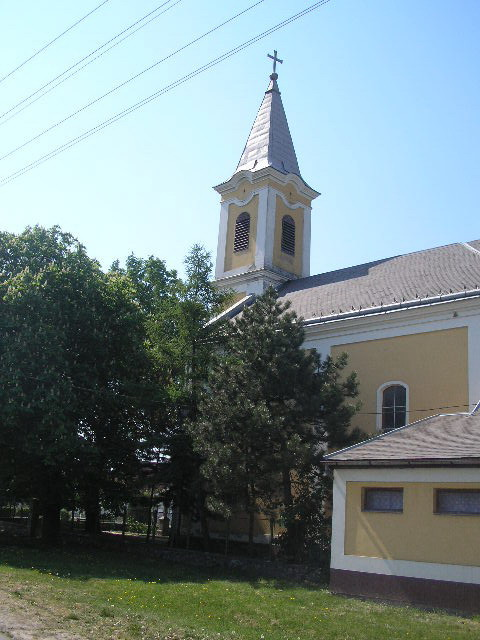
Bakonysárkányi katolikus templom
Fényképfelvétel

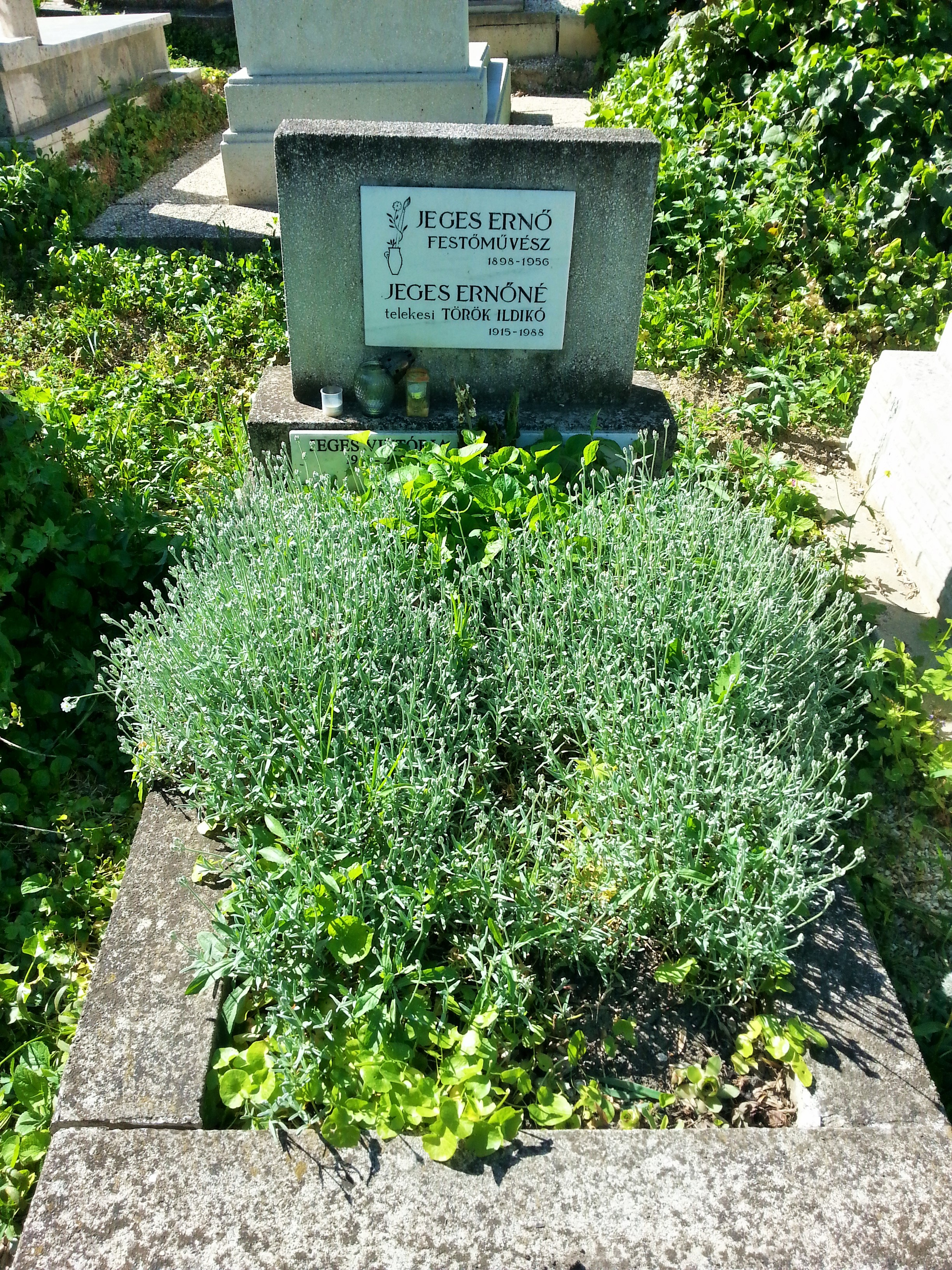
Jeges Ernő sírja a budapesti Farkasréti temetőben (3/2-10-37).

- Nem! Nem! Soha! feliratú plakát (1918)
- Önarckép vörös kalappal (1922; olaj, vászon, 61,5 × 53 cm; Magyar Nemzeti Galéria, Budapest)
- Európa elrablása (c. 1923; olaj, vászon; magántulajdonban)
- Strandvendéglő előtt (1928; olaj, vászon, 75 × 90 cm; Ferenczy Múzeum, Szentendre)
- Pohárköszöntő (1928–30; olaj, vászon, 90 × 101 cm; magántulajdonban)
- Szentendrei részlet (1929; olaj, vászon, 70 × 80 cm; Ferenczy Múzeum, Szentendre)
- Szentendrei városkép (c. 1930; olaj, vászon, 72,5 × 90 cm; Ferenczy Múzeum, Szentendre)
- Cirkuszi sátor (1930-as évek)
- Majális Rómában : társaság a szabadban (1934)
- Tatai táj (1938)[4]
- Önarckép női akttal (1939; olaj, vászon 74,5 × 50,5 cm)[5]

### Köztéri művei, freskói
- Szent Imre kollégium (1938)
- Helyőrségi templom (1940)
- Szent Imre kápolna (1941; Balatonfűzfő)
- Bencés Gimnázium díszterme (1943; Pannonhalma)
- Lisieux-i Szent Teréz templom (1944; Törökőr)
- Központi Papnövelde Szeminárium refektóriuma és folyosói (1946–47)
- Tövis utcai Kapisztrán Szent János-templom (1950)
- A következő helységek római katolikus templomait díszítik freskói:
  - Deáki, Szlovákia (1942)
  - Szentsimon (1949)
  - Izbég, ma Szentendre része: Szent András katolikus templom (1950)
  - Veszprémvarsány (1950)
  - Pilisszentlászló (1951)
  - Pomáz (1951)
  - Bakonysárkány (1952)
  - Nézsa (1953)
  - Szigetmonostor (1953)
  - Szentbékkálla (1954)
  - Veszprémvarsány (195?)

## Társasági tagság
- Paál László Társaság
- Munkácsy-céh
- Szentendrei Festők Társasága

## Díjai, elismerései (válogatás)
- Nemes Marcell-díj (1923)
- Ferenc József festészeti nagydíj (1936)[6]
- Fővárosi fametszet, I. díj (1941)
- Eszterházy történeti díj (1941)
- ENIT-díj (1943)
- Őszi vásár - Bányászati pavilon, I. díj (1948)